# 訃報 2008年9月
訃報 2008年9月（ふほう 2008ねん9がつ）では、2008年9月中に物故した、又は物故が報じられた人物についてまとめる。

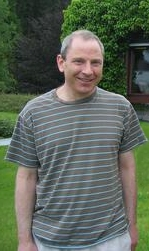
オデッド・シュラム／9月1日没

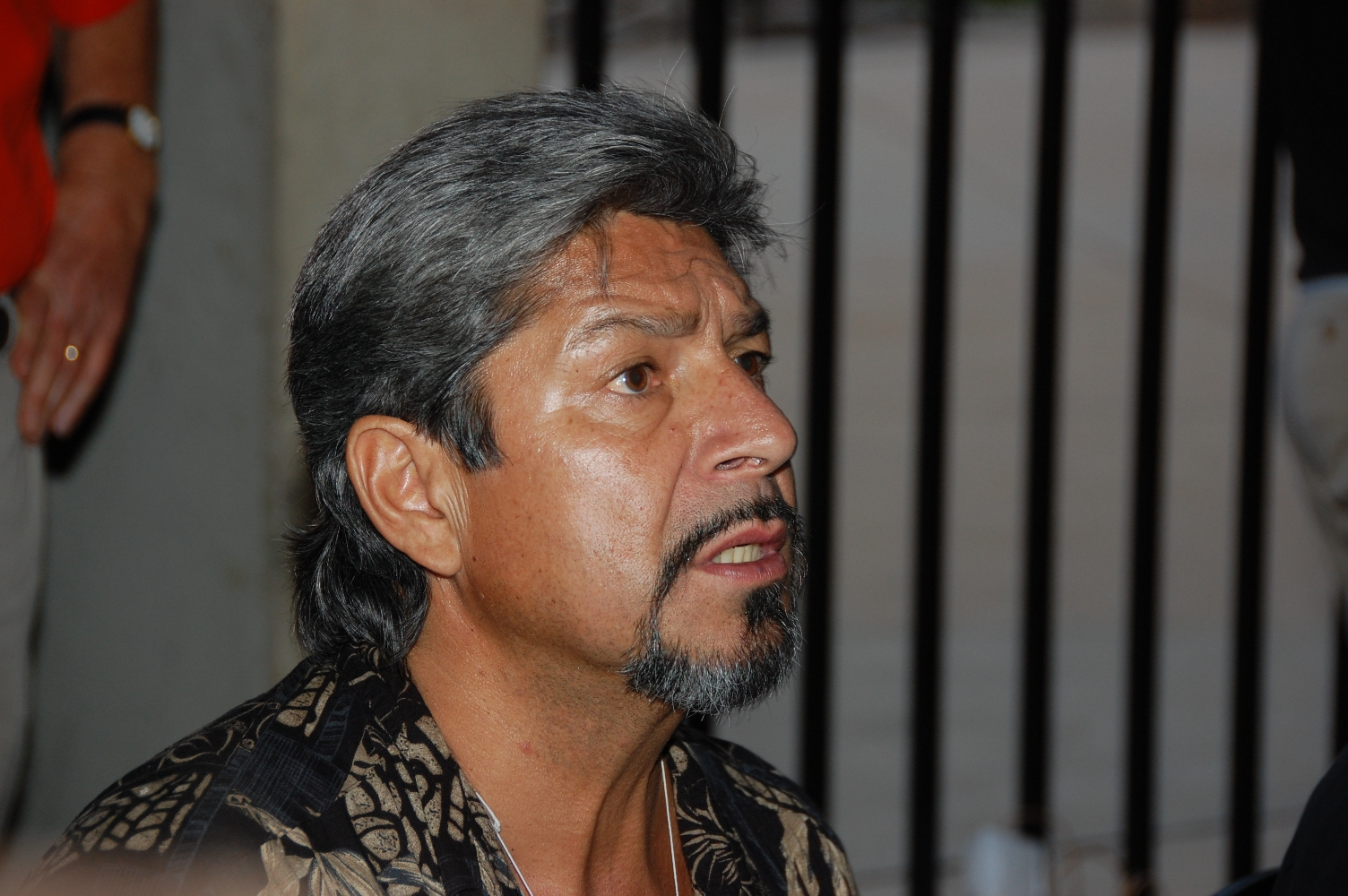
トッド・クルーズ／9月2日没

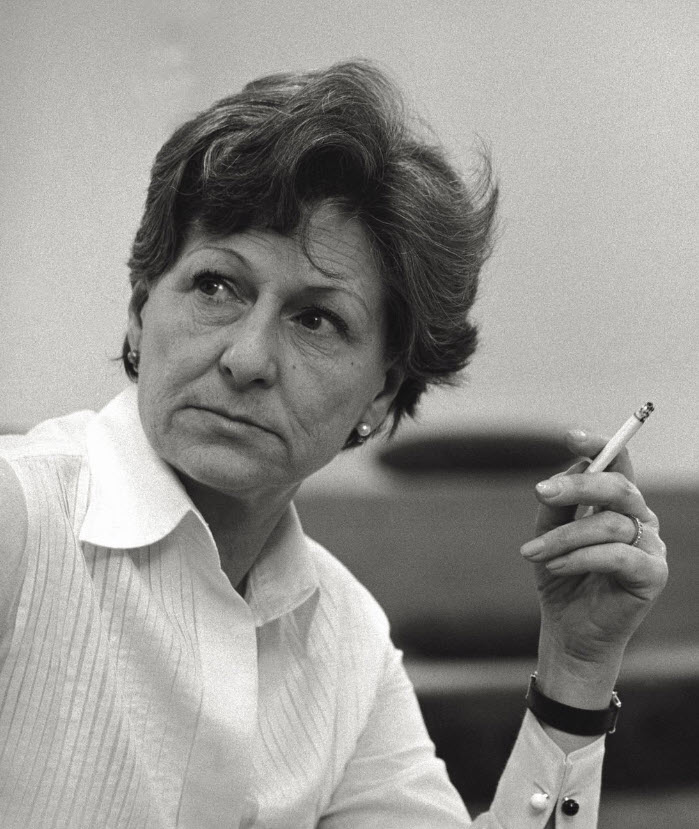
ミラ・ショーン／9月5日没

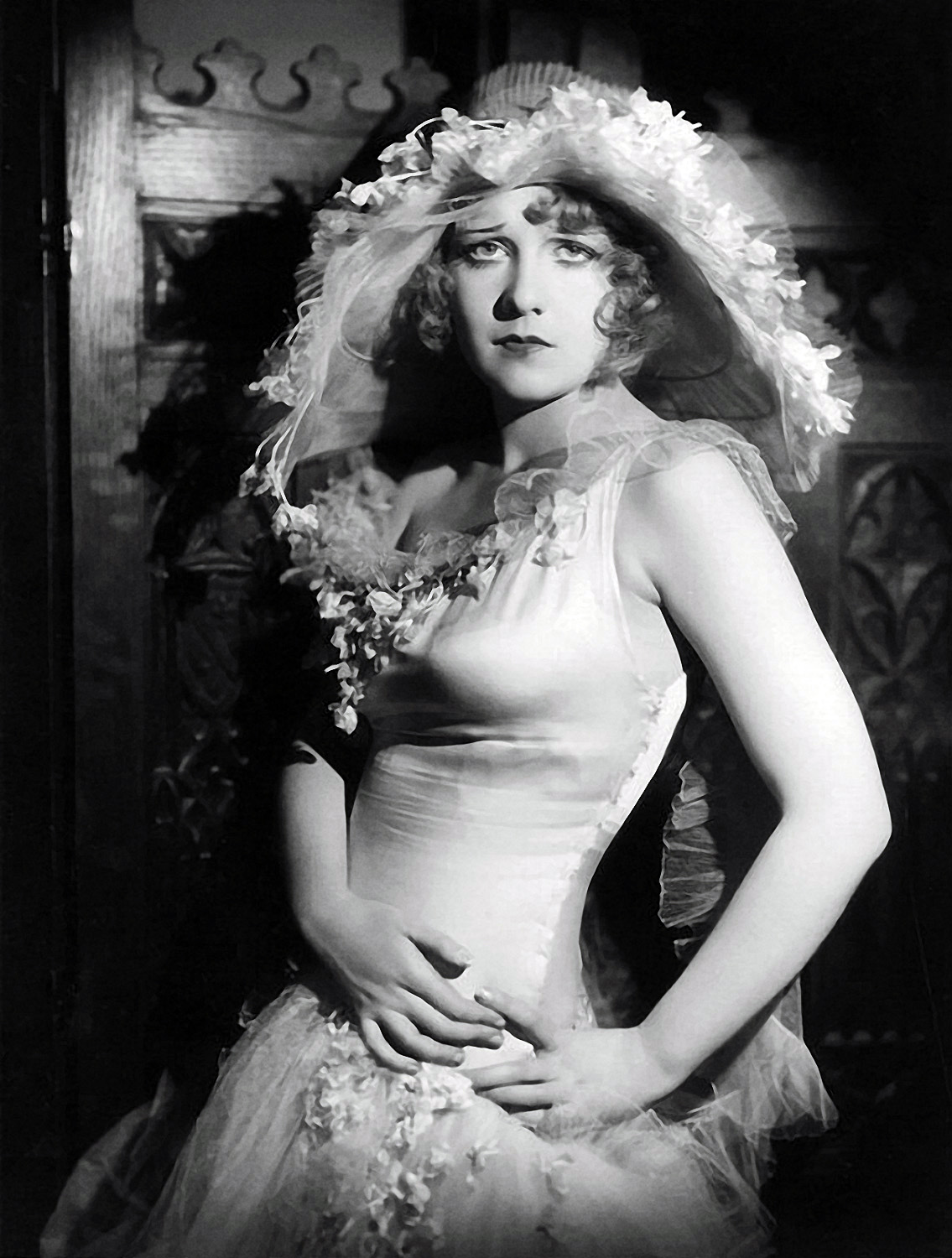
アニタ・ペイジ／9月6日没

寺内大吉／9月6日没

デヴィッド・フォスター・ウォレス／9月12日没

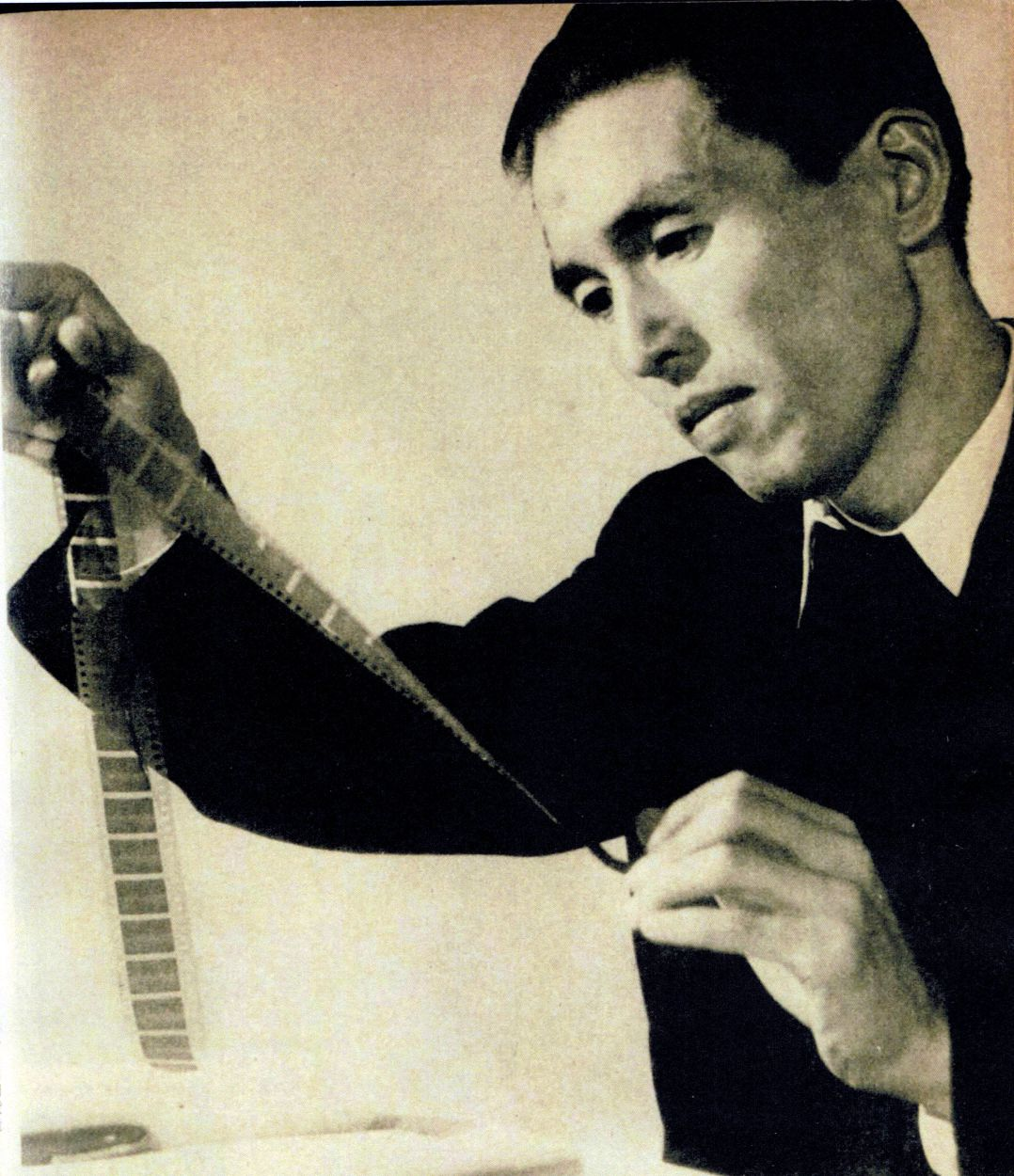
楠田浩之／9月13日没

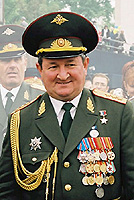
ゲンナジー・トロシェフ／9月14日没

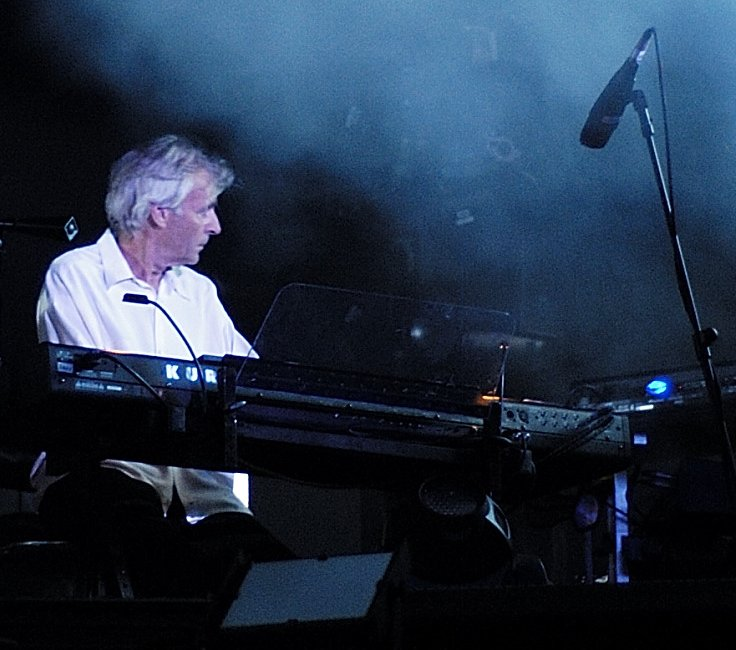
リチャード・ライト／9月15日没

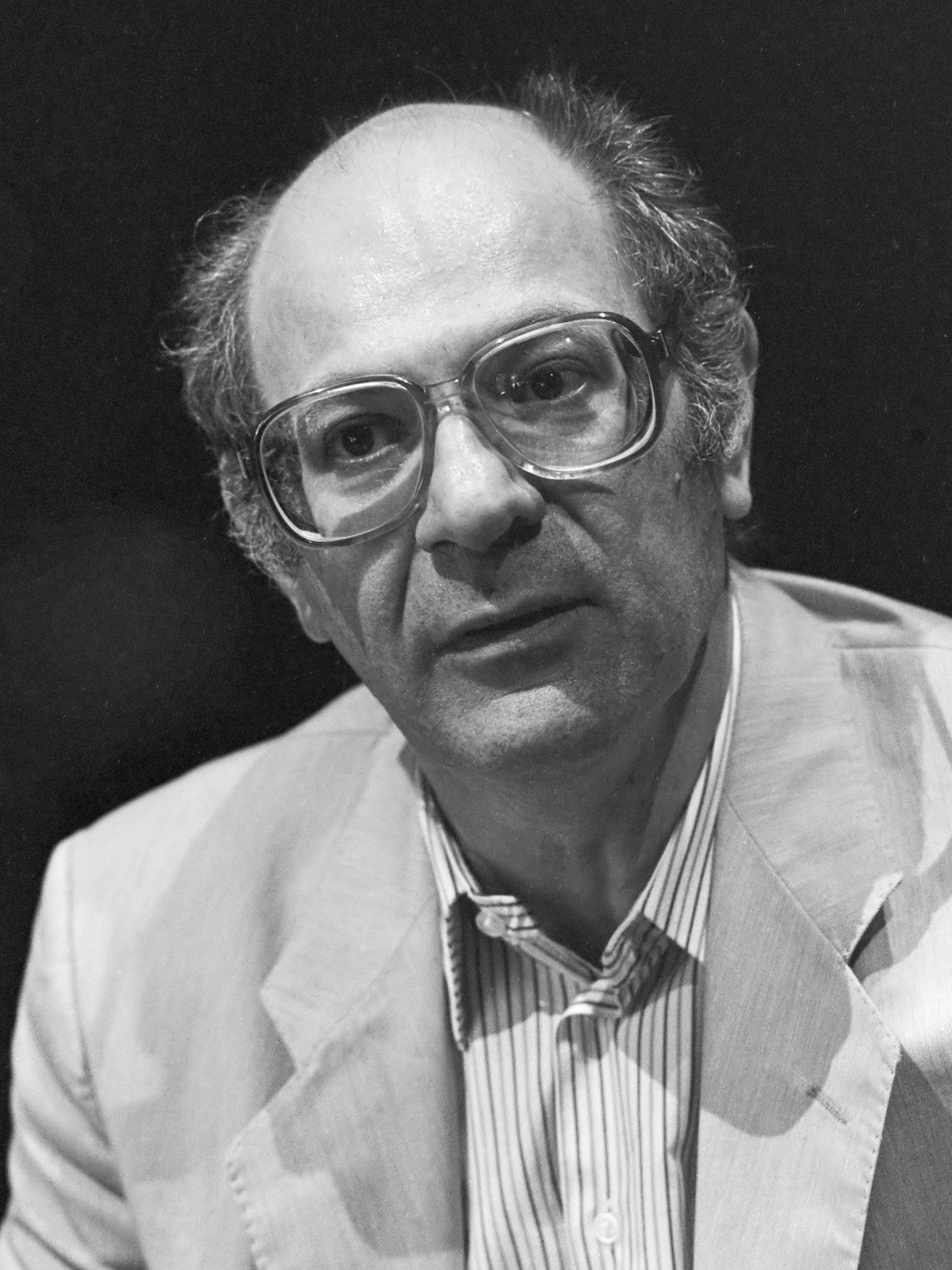
マウリシオ・カーゲル／9月18日没

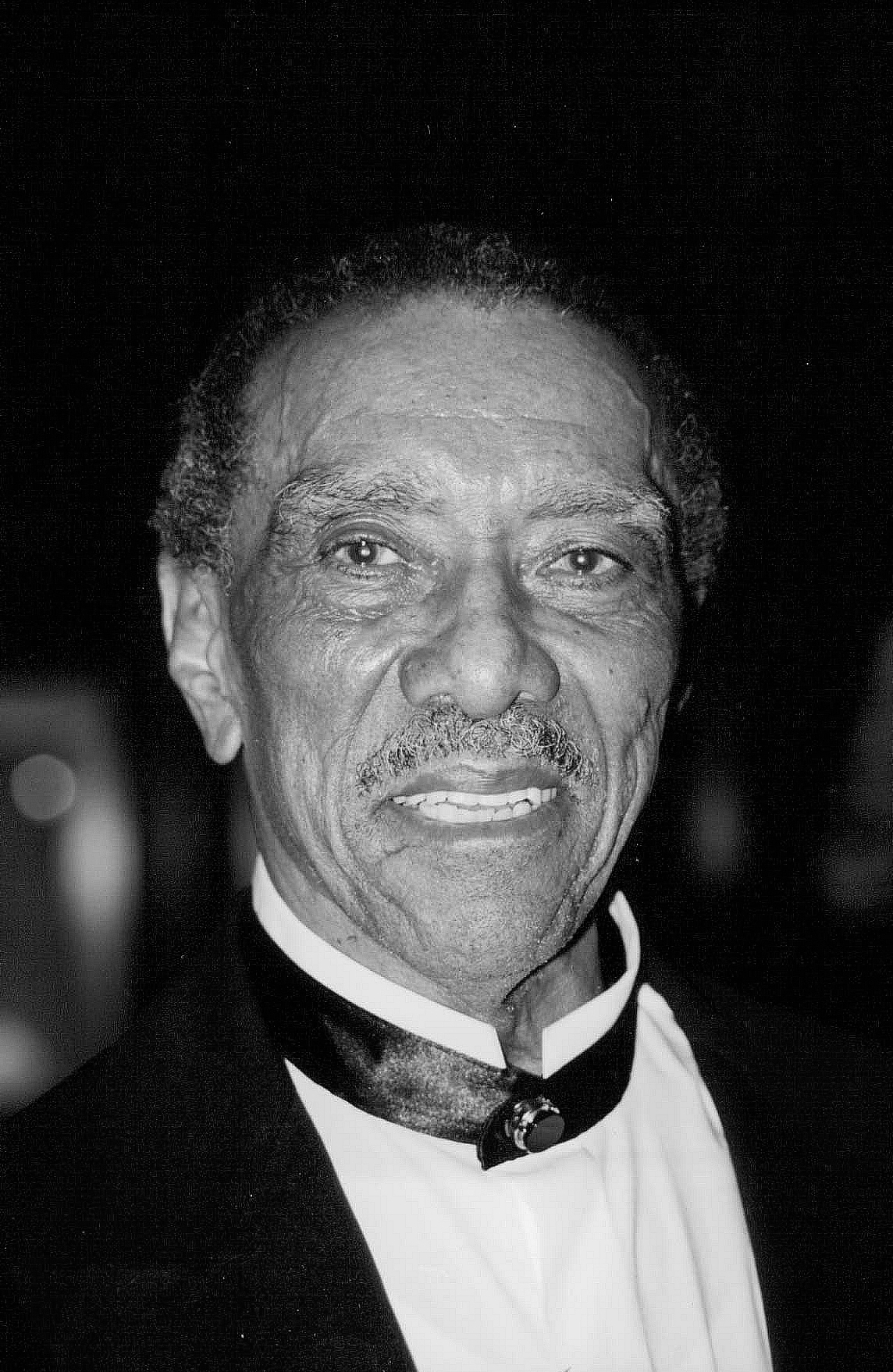
アール・パーマー／9月19日没

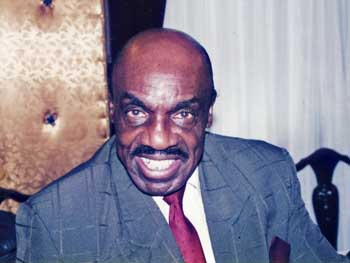
ナッピー・ブラウン／9月20日没

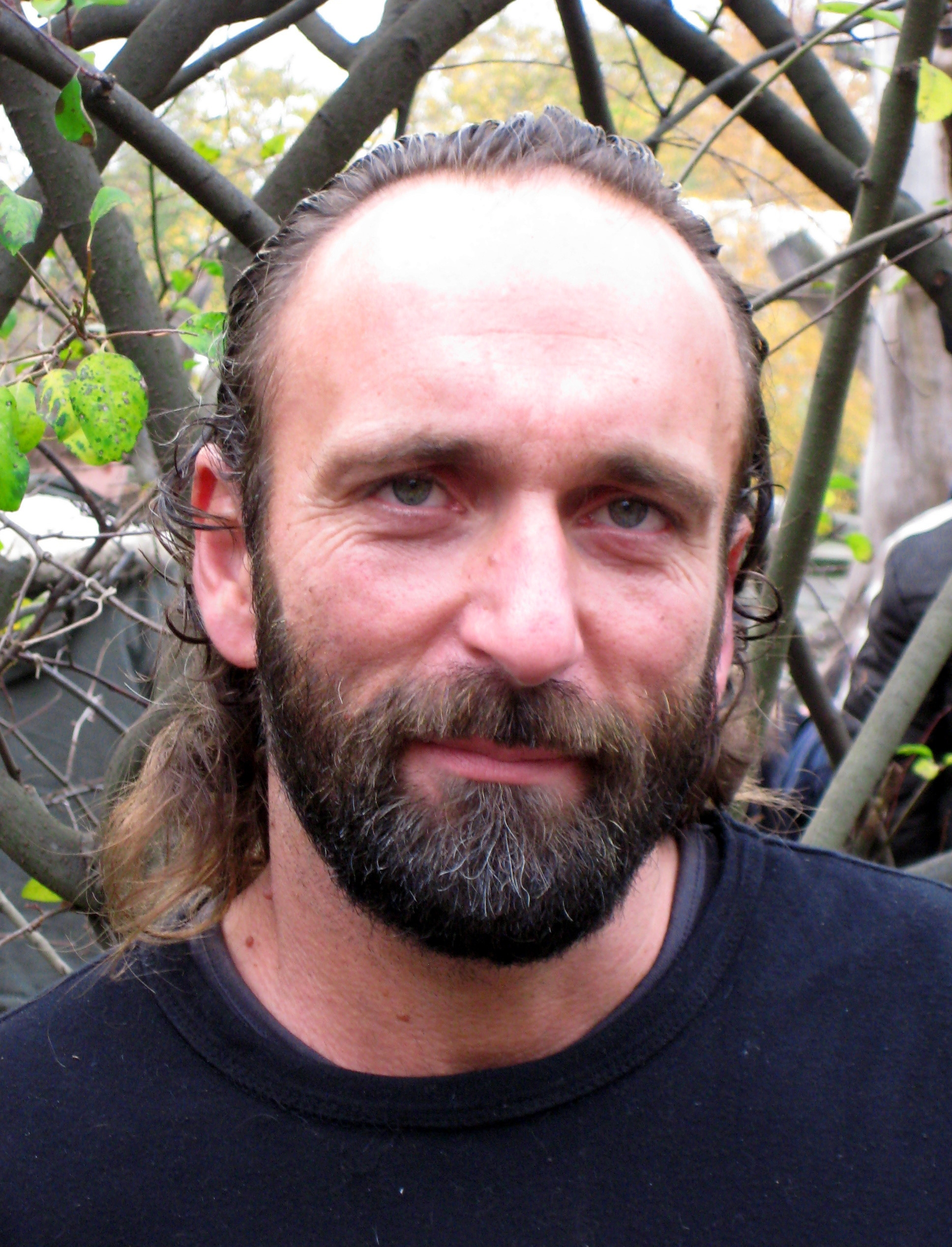
トーマス・デルフライン／9月22日没

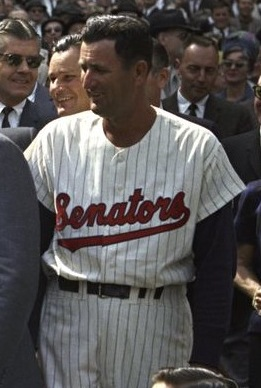
ミッキー・バーノン／9月24日没

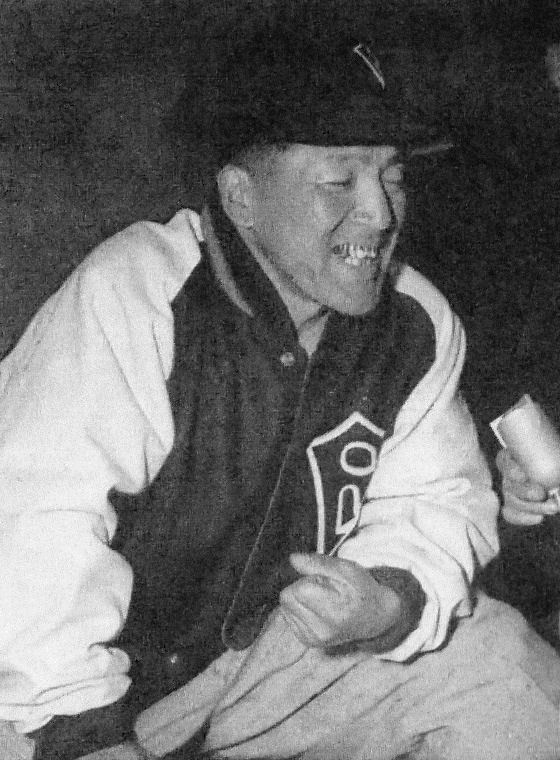
岩本義行／9月26日没

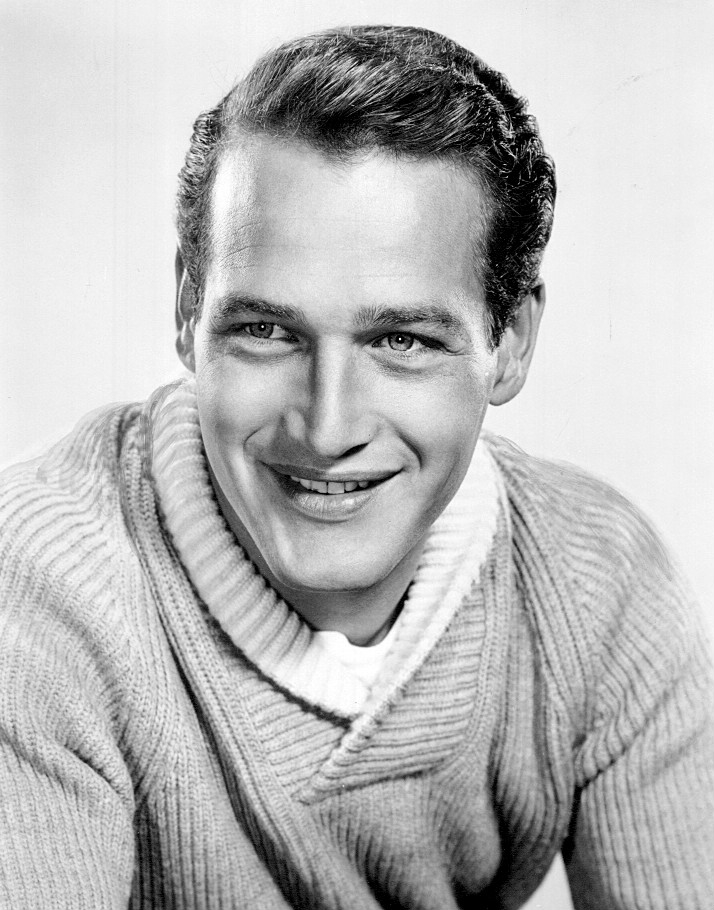
ポール・ニューマン／9月26日没

## （1日 - 15日）
- 9月1日 - マイケル・ペイト（Michael Pate）、オーストラリアの俳優（* 1920年）
- 9月1日 - シェルドン・ケラー（Sheldon Keller）、アメリカ合衆国の脚本家・作曲家（* 1923年）
- 9月1日 - ジェリー・リード（Jerry Reed）、アメリカ合衆国のカントリー・ミュージック歌手（* 1937年）
- 9月1日 - 遠藤俊吉、精神科医・日本医科大学名誉教授（* 1937年）
- 9月1日 - ドン・ラフォンティーヌ、アメリカ合衆国の声優（* 1940年）
- 9月1日 - オデッド・シュラム、イスラエルの数学者（* 1961年）
- 9月2日 - ビル・メレンデス（Bill Meléndez）、メキシコ生まれのアメリカ合衆国のアニメデザイナー（* 1916年）
- 9月2日 - アルネ・ドムネラス、スウェーデンのジャズサクソフォーン・クラリネット奏者（* 1924年）
- 9月2日 - 青山三郎、ピアニスト・名古屋音楽大学名誉教授（* 1925年）
- 9月2日 - ジョーイ・ジャーデロ、アメリカ合衆国のプロボクサー（* 1930年）
- 9月2日 - 秦和夫、舞台音響家（* 1930年）
- 9月2日 - トッド・クルーズ、アメリカ合衆国の野球選手（* 1955年）
- 9月3日 - 富山清翁、地歌・生田流箏曲家元（* 1913年）
- 9月3日 - 児玉利一、プロ野球中日ドラゴンズの元選手（* 1919年）
- 9月3日 - ジェオ・ヴーマール（Géo Voumard）、スイスのジャズピアニスト（* 1920年）
- 9月3日 - 水井康雄、彫刻家（* 1925年）
- 9月4日 - ミラ・ショーン、ユーゴスラビア生まれのファッションデザイナー（* 1919年）
- 9月4日 - ワルディック・ソリアーノ（Waldick Soriano）、ブラジルの歌手・作曲家（* 1933年）
- 9月4日 - アラン・ジャケ（Alain Jacquet）、フランスのポップアーティスト（* 1939年）
- 9月4日 - マイケル・ハマー（Michael Hammer）、アメリカ合衆国の経営学者、ビジネスプロセス・リエンジニアリング提唱者（* 1948年）
- 9月5日 - ルシアン・パイ（Lucian Pye）、アメリカ合衆国の政治学者（* 1921年）
- 9月5日 - トゥプテン・ジグメ・ノルブ（Thupten Jigme Norbu）、チベットのラマ僧、タクツェル・リンポチェの転生者、ダライ・ラマ14世の兄（* 1922年）
- 9月5日 - 辻一彦、日本社会党元代議士（* 1925年）
- 9月5日 - 山根卓二、テレビ埼玉元会長（* 1928年）
- 9月5日 - 角屋睦、京都大学名誉教授（* 1929年）
- 9月6日 - アニタ・ペイジ、アメリカ合衆国の女優（* 1910年）
- 9月6日 - アントニオ・イノセンティ（Antonio Innocenti）、イタリアの枢機卿（* 1915年）
- 9月6日 - 寺内大吉、浄土宗増上寺法主、作家（* 1921年）
- 9月7日 - ドン・ガターリッジ（Don Gutteridge）、アメリカ合衆国の野球選手・監督（* 1912年）
- 9月7日 - 澄田智、第25代日本銀行総裁（* 1916年）
- 9月7日 - ピーター・グロッソプ（Peter Glossop）、イギリスのバリトン歌手（* 1928年）
- 9月7日 - ドン・ハスキンズ（Don Haskins）、アメリカ合衆国のバスケットボール監督（* 1930年）
- 9月7日 - 中條厚、作家（* 1930年）
- 9月7日 - グレゴリー・マクドナルド（Gregory Mcdonald）、アメリカ合衆国のミステリー作家（* 1937年）
- 9月7日 - 和太守卑良、陶芸家（* 1944年）
- 9月7日 - ディノ・ドゥヴォルニク（Dino Dvornik）、クロアチアの歌手・俳優（* 1964年）
- 9月7日 - 野田凪、クリエーター（* 1973年）
- 9月8日 - 永井潔、画家（* 1916年）
- 9月8日 - エクトル・ザズー、フランスの作曲家・音楽プロデューサー（* 1948年）
- 9月8日 - エヴァン・タナー、アメリカ合衆国の総合格闘家（* 1971年）
- 9月8日? - アン・ジェファン（Ahn Jae-hwan/ko:안재환 (배우)）、大韓民国の俳優（* 1972年）
- 9月9日 - ヌハク・プームサワン（Nouhak Phoumsavanh）、ラオス元大統領（* 1914年）
- 9月9日 - 奥井功、積水ハウス元会長（* 1931年）
- 9月9日 - 日野てる子、ハワイアン歌手（* 1945年）
- 9月9日 - 草柳文惠、ジャーナリスト、草柳大蔵の長女（* 1954年）
- 9月9日 - ベキ・ムセレク（Bheki Mseleku）、南アフリカ共和国生まれのジャズミュージシャン（* 1955年）
- 9月9日 - ヤコブ・レクゲト（Jacob Lekgetho）、南アフリカ共和国のサッカー選手（* 1974年）
- 9月10日 - 石井成一、日本弁護士連合会元会長（* 1924年）
- 9月10日 - ヴァーノン・ハンドリー、イギリスの指揮者（* 1930年）
- 9月10日 - リチャード・モネット（Richard Monette）、カナダの俳優（* 1944年）
- 9月10日 - 山口通惠、京都造形芸術大学教授（* 1950年）
- 9月11日 - 木本三郎、元外交官、ペルー駐在日本大使（* 1917年）
- 9月11日 - 奥井成一、元プロ野球選手（* 1925年）
- 9月11日 - 水谷弘、元公明党衆議院議員（* 1942年）
- 9月11日 - 内田慶、競輪選手（* 1981年）
- 9月12日 - シモン・アンタイ（Simon Hantaï）、ハンガリー系フランス人の抽象画家（* 1922年）
- 9月12日 - 加藤万吉、元社会民主党衆議院議員（* 1926年）
- 9月12日 - チャーリー・ウォーカー（Charlie Walker）、アメリカ合衆国のホンキートンク歌手（* 1926年）
- 9月12日 - デヴィッド・フォスター・ウォレス、アメリカ合衆国の作家（* 1962年）
- 9月13日 - 楠田浩之、映画監督（* 1916年）
- 9月14日 - 小島直記、小説家（* 1919年）
- 9月14日 - 山口光一、元自由民主党参議院議員（* 1929年）
- 9月14日 - 加地和、元新自由クラブ衆議院議員・弁護士（* 1936年）
- 9月14日 - ゲオルギ・キトフ（Georgi Kitov）、ブルガリアの考古学者（* 1943年）
- 9月14日 - 穆鉄柱、中華人民共和国のバスケットボール選手（* 1949年）
- 9月14日 - ゲンナジー・トロシェフ、ロシア連邦の軍人、政治家、ロシア連邦大統領顧問、ロシア連邦英雄（* 1947年）
- 9月15日 - 松林豊、阪神タイガース応援団長（* 1925年）
- 9月15日 - ギュンター・ロールモーザー（de:Günter Rohrmoser）、ドイツの社会哲学者（* 1927年）
- 9月15日 - リチャード・ライト、イギリスのキーボーディスト、ピンク・フロイドのオリジナル・メンバー（* 1944年）

## （16日 - 30日）
- 9月16日 - 景山克三、自動車工学学者（* 1920年）
- 9月16日 - アンドレイ・ヴォルコンスキー、ロシア人の作曲家（* 1933年）
- 9月16日 - ノーマン・ホイットフィールド（Norman Whitfield）、アメリカ合衆国の作詞家（* 1943年）
- 9月16日 - 北角富士雄、中日ドラゴンズ所属の元プロ野球選手（* 1947年）
- 9月17日 - 渡辺源次郎、経済学者（* 1919年）
- 9月17日 - 上野久雄、歌人（* 1927年）
- 9月17日 - 阿部克自、写真家（* 1929年）
- 9月17日 - ジェイムズ・クラムリー（James Crumley）、アメリカ合衆国の小説家（* 1939年）
- 9月17日 - ウンベルト・ソラス（Humberto Solás）、キューバの映画監督（* 1941年）
- 9月18日 - 斉藤孝、大昭和製紙元社長（* 1926年）
- 9月18日 - フロレスターノ・ヴァンチーニ（Florestano Vancini）、イタリアの映画監督（* 1926年）
- 9月18日 - マウリシオ・カーゲル、アルゼンチンの作曲家（* 1931年）
- 9月18日 - ピーター・カストナー（Peter Kastner）、カナダの俳優（* 1943年）
- 9月19日 - 小山房二、外交評論家（* 1914年）
- 9月19日 - アーニー・アンドレス（Ernie Andres）、アメリカ合衆国のプロ野球選手（* 1918年）
- 9月19日 - ネッド・ハークネス（Ned Harkness）、カナダのアイスホッケーコーチ・選手（* 1921年）
- 9月19日 - アール・パーマー（Earl Palmer）、アメリカ合衆国のドラマー（* 1924年）
- 9月19日 - 荒川壽夫、旭ダイヤモンド工業元社長（* 1929年）
- 9月19日 - ディック・サドハルター（Dick Sudhalter）、アメリカ合衆国のジャズトランペット奏者（* 1938年）
- 9月19日 - 市川準、映画監督・CMディレクター（* 1948年）
- 9月19日 - 川口厚、元映画俳優（* 1951年）
- 9月20日 - ウィリアム・フォックス（William Fox）、イギリスの俳優（* 1911年）
- 9月20日 - ナッピー・ブラウン、アメリカ合衆国のブルース歌手（* 1929年）
- 9月21日 - ディンギリ・バンダー・ウィジェートゥンガ、スリランカ元首相・大統領臨時代行（* 1916年）
- 9月21日 - ブライアン・ピパード（Brian Pippard）、イギリスの物理学者（* 1920年）
- 9月21日 - 沖勝治、福岡県京都郡苅田町元町長（* 1931年）
- 9月21日 - 桜井滋人、詩人・作家（* 1933年）
- 9月21日 - 川口友平、テレビ静岡元社長（* 1934年）
- 9月22日 - コニー・ヘインズ（Connie Haines）、アメリカ合衆国の歌手（* 1921年）
- 9月22日 - 木下龍太郎、作詞家（* 1938年）
- 9月22日 - トーマス・デルフライン、ホッキョクグマ「クヌート」の飼育係（* 1963年）
- 9月23日 - ウィリアム・ウッドラフ（William Woodruff）、イギリスの歴史家・作家（* 1916年）
- 9月23日 - 森田成美、経済学者、広島大学名誉教授（* 1929年）
- 9月23日 - 島崎宏、元日本中央競馬会調教師（* 1933年）
- 9月23日 - ソーニャ・サヴィッチ（Sonja Savić）、セルビアの女優（* 1961年）
- 9月24日 - 佐方信博、郵政省元事務次官（* 1914年）
- 9月24日 - ミッキー・バーノン、アメリカ合衆国のプロ野球選手（* 1918年）
- 9月24日 - 池田惠一、小児科医、九州大学名誉教授（* 1926年）
- 9月24日 - ヴィス・ヴーコウ（Vice Vukov）、クロアチアの歌手・政治家（* 1936年）
- 9月25日 - 西郷信綱、国文学者（* 1916年）
- 9月25日 - 岩田糸子、ガラス工芸家、元倉敷芸術科学大学客員教授（* 1922年）
- 9月25日 - 冲永荘一、帝京大学創立者（* 1933年）
- 9月25日 - マルペッサ・ドーン（Marpessa Dawn）、アメリカ合衆国の女優（* 1934年）
- 9月26日 - 岩本義行、元プロ野球選手・プロ野球監督（* 1912年）
- 9月26日 - ポール・ニューマン、アメリカ合衆国の映画俳優（* 1925年）
- 9月26日 - シリオ・H・サンチャゴ（Cirio H. Santiago）、フィリピンの映画監督（* 1936年）
- 9月26日 - バーナデット・グリーヴィ（Bernadette Greevy）、アイルランドのメゾソプラノ歌手（* 1940年）
- 9月27日 - 赤井浩一、地域地盤環境研究所元所長（* 1927年）
- 9月29日 - ヘイデン・カルース（Hayden Carruth）、アメリカ合衆国の詩人（* 1921年）
- 9月30日 - 荒井松司、埼玉県上尾市元市長（* 1913年）
- 9月30日 - ジョシュア・ベンジャミン・ジェヤレトナム（Joshua Benjamin Jeyaretnam）、シンガポールの政治家、シンガポール初の野党国会議員（* 1926年）
- 9月30日 - 吉田直哉、日本放送協会元職員【制作ディレクター】（* 1931年）
- 9月30日 - 近藤喜代太郎、公衆衛生学学者（* 1933年）
- 9月30日 - エド・ブリンクマン（Ed Brinkman）、アメリカ合衆国のプロ野球選手（* 1941年）